# Craspedorhachis
Craspedorhachis es un género de plantas herbáceas perteneciente a la familia de las poáceas. Es originario de África tropical, América del Norte y América del Sur.

## Taxonomía
El género fue descrito por George Bentham y publicado en Hooker's Icones Plantarum 14: 58, t. 1377. 1882.
Citología
Número de la base del cromosoma: 2n = 27.

## Especies
- Craspedorhachis africana Benth.
- Craspedorhachis digitata Kupicha & Cope
- Craspedorhachis rhodesiana Rendle

anteriormente incluidas
- Craspedorhachis menyharthii - Trigonochloa uniflora
- Craspedorhachis perrieri - Dinebra perrieri
- Craspedorhachis sarmentosa - Willkommia sarmentosa
- Craspedorhachis texana - Willkommia texana
- Craspedorhachis uniflora - Trigonochloa uniflora